# Haltérophilie aux Jeux olympiques d'été de 2012 - Moins de 63 kg femmes
Navigation
Pékin 2008 Rio de Janeiro 2016

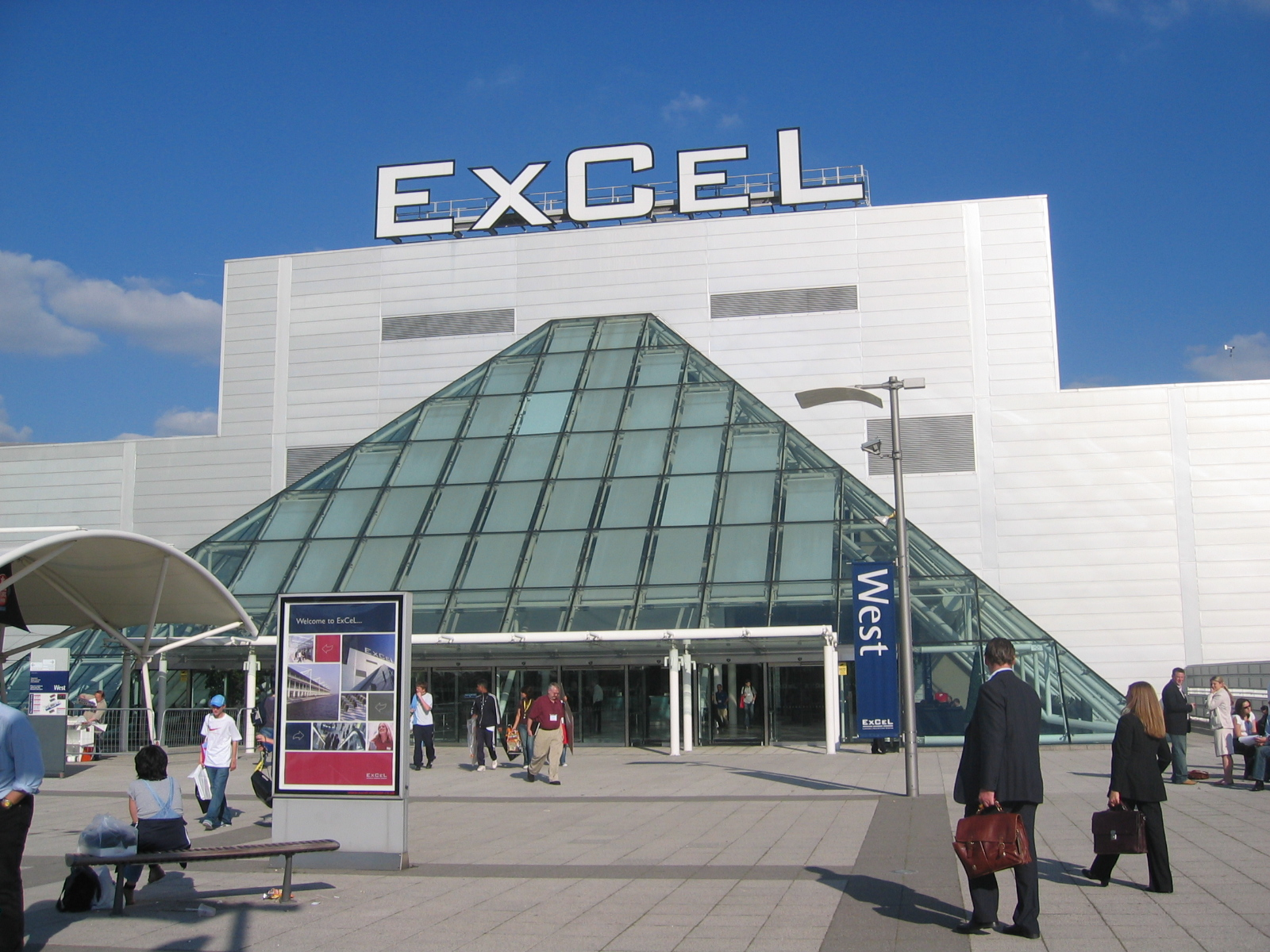

L'épreuve des moins de 63 kg en haltérophilie des Jeux olympiques d'été de 2012 a lieu le 31 juillet dans le ExCeL de Londres.

## Médaillées

### Podium initial
| Or           | Argent               | Bronze           |
| Maiya Maneza | Svetlana Tsarukayeva | Christine Girard |

### Podium modifié ultérieurement
Les deux premières, ainsi que Sibel Simsek initialement classée 4e, ont été disqualifiées a posteriori pour dopage. Le podium est donc modifiée ultérieurement et les médailles réattribuées aux haltérophiles initialement classées aux 3e, 5e et 6e rangs.
| Or               | Argent       | Bronze     |
| Christine Girard | Milka Maneva | Luz Acosta |

## Calendrier
Toutes les heures sont en British Summer Time (UTC+1).
| Date                  | Heure   | Tour     |
| --------------------- | ------- | -------- |
| Mardi 31 juillet 2012 | 15 h 30 | Groupe A |

## Résultats
| Rang                                | Athlète              | Pays       | Poids | Arraché (kg) | Arraché (kg) | Arraché (kg) | Arraché (kg) | Épaulé-jeté (kg) | Épaulé-jeté (kg) | Épaulé-jeté (kg) | Épaulé-jeté (kg) | Total |
| Rang                                | Athlète              | Pays       | Poids | 1            | 2            | 3            | Résultat     | 1                | 2                | 3                | Résultat         | Total |
| ----------------------------------- | -------------------- | ---------- | ----- | ------------ | ------------ | ------------ | ------------ | ---------------- | ---------------- | ---------------- | ---------------- | ----- |
| Médaille d'or, Jeux olympiques      | Christine Girard     | Canada     | 62.87 | 103          | 105          | 105          | 103          | 130              | 133              | 135              | 133              | 236   |
| Médaille d'argent, Jeux olympiques  | Milka Maneva         | Bulgarie   | 62.66 | 98           | 102          | 105          | 102          | 125              | 131              | 134              | 131              | 233   |
| Médaille de bronze, Jeux olympiques | Luz Acosta           | Mexique    | 62.91 | 99           | 103          | 104          | 99           | 119              | 125              | 127              | 125              | 224   |
| 4                                   | Seen Lee             | Australie  | 59.65 | 78           | 83           | 86           | 83           | 98               | 103              | 106              | 103              | 186   |
| 5                                   | Maria Liku           | Fidji      | 61.45 | 78           | 82           | 85           | 82           | 100              | 105              | 105              | 100              | 182   |
| 6                                   | Lucía Castañeda      | Nicaragua  | 62.45 | 76           | 79           | 79           | 79           | 91               | 97               | 97               | 97               | 176   |
| 7                                   | Silvana Saldarriaga  | Pérou      | 58.11 | 70           | 75           | 75           | 75           | 92               | 97               | 101              | 97               | 172   |
| Disq.                               | Maiya Maneza         | Kazakhstan | 62.21 | 106          | 110          | 112          | 110          | 135              | 144              | 144              | 135              | 245   |
| Disq.                               | Svetlana Tsarukayeva | Russie     | 62.42 | 106          | 111          | 112          | 112          | 125              | 130              | 130              | 125              | 237   |
| Disq.                               | Sibel Simsek         | Turquie    | 62.28 | 105          | 105          | 105          | 105          | 130              | 133              | 133              | 130              | 235   |